# Dambach, Bas-Rhin
Dambach là một xã thuộc tỉnh Bas-Rhin trong vùng Grand Est đông bắc Pháp.